# 伊斯頓 (堪薩斯州)
伊斯頓（英語：Easton）是一個位於美國堪薩斯州萊文沃思縣的城市。

## 地方資料
根據2020年美國人口普查的數據，伊斯頓的面積為0.41平方千米，當中陸地面積為0.41平方千米，而水域面積為0.00平方千米。當地共有人口213人，而人口密度為每平方千米519.51人。